# Phoebe Holcroft Watson
Phoebe Catherine Holcroft Watson, angleška tenisačica, * 7. oktober 1898, St Leonards-on-Sea, Vzhodni Sussex, Anglija, † 20. oktober 1980, Charmouth, Dorset, Anglija.
V vseh konkurencah se je šestkrat uvrstila v finale turnirjev za Grand Slam in jih osvojila štirikrat. V posamični konkurenci se je v finale turnirja za Nacionalno prvenstvo ZDA uvrstila leta 1929, ko jo je premagala Helen Wills v dveh nizih. Na turnirjih za Prvenstvo Anglije se je najdlje uvrstila v četrtfinale v letih 1927 in 1928, kot tudi na turnirjih za Amatersko prvenstvo Francije v letih 1929 in 1930. V konkurenci ženskih dvojic je dvakrat osvojila Prvenstvo Anglije ter po enkrat Nacionalno prvenstvo ZDA in Amatersko prvenstvo Francije, kjer se je še enkrat uvrstila v finale. Tri naslove je osvojila s Peggy Saunders Michell, enega pa z Eileen Bennett. V konkurenci mešanih dvojic je najboljšo uvrstitev dosegla leta 1930 z uvrstitvijo v polfinale turnirja za Nacionalno prvenstvo ZDA. V letih 1928 in 1930 je z reprezentanco osvojila Wightmanov pokal.

## Finali Grand Slamov

### Posamično (1)

#### Porazi (1)
| Leto | Turnir                   | Nasprotnica v finalu | Rezultat finala |
| 1929 | Nacionalno prvenstvo ZDA | Helen Wills          | 4–6, 2–6        |

### Ženske dvojice (5)

#### Zmage (4)
| Leto | Turnir                       | Partnerica             | Nasprotnici v finalu             | Rezultat finala |
| 1928 | Amatersko prvenstvo Francije | Eileen Bennett         | Suzanne Deve Sylvie Jung         | 6–0, 6–2        |
| 1928 | Prvenstvo Anglije            | Peggy Saunders Michell | Ermyntrude Harvey Eileen Bennett | 6–2, 6–3        |
| 1929 | Prvenstvo Anglije (2)        | Peggy Saunders Michell | Phyllis Covell Dorothy Shepherd  | 6–4, 8–6        |
| 1929 | Nacionalno prvenstvo ZDA     | Peggy Saunders Michell | Phyllis Covell Dorothy Shepherd  | 2–6, 6–3, 6–4   |

#### Porazi (1)
| Leto | Turnir                       | Partnerica             | Nasprotnici v finalu              | Rezultat finala |
| 1927 | Amatersko prvenstvo Francije | Peggy Saunders Michell | Irene Bowder Peacock Bobbie Heine | 2–6, 1–6        |